# Paralacinius podoliensis
Genre
Espèce
Paralacinius podoliensis, unique représentant du genre Paralacinius, est une espèce d'opilions eupnois de la famille des Phalangiidae.

## Distribution
Cette espèce est endémique d'Ukraine.

## Étymologie
Son nom d'espèce, composé de podoli[a] et du suffixe latin -ensis, « qui vit dans, qui habite », lui a été donné en référence au lieu de sa découverte, la Podolie.

## Publication originale
- Morin, 1934 : « Materiali do fauni Opilionid-kosariv Ukraïni. » Trudy Zoologo-biologichnogo Institutu, Odesa Universitet, vol. 1934, p. 11–38.